# 李交
李交，广东嘉应（今广东梅县）人，是一名清朝政治人物。拔贡出身。
李交曾于1758年接替黄孝熙任娄县知县一职，1759年由周廷佐接任。